# Super Space Invaders '91
Super Space Invaders '91, appelé Majestic Twelve: The Space Invaders Part IV au Japon, est un jeu vidéo développé par Taito, commercialisé en 1990 sur borne d'arcade. Il s'agit d'un shoot them up fixe avec quelques phases à défilement vertical.
C'est la quatrième itération de la célèbre série Space Invaders.

## Versions
Taito a édité une version Mega Drive : elle est intitulée Space Invaders 90 (スペースインベーダー９０) au Japon et Space Invaders '91 aux États-Unis. Le jeu a été adapté en Europe sur les ordinateurs personnels Amiga, Amstrad CPC, Atari ST, Commodore 64, DOS et ZX Spectrum et les consoles Game Gear et Master System. Ces versions ont été portées et éditées par l'éditeur britannique Domark et sont connues sous le titre Super Space Invaders.
La version originale a été rééditée dans la compilation Taito Legends sur PlayStation 2, Xbox et Windows.